# Pnau
Pnau es un trío oriundo de Sídney, Australia; originalmente era un dúo formado por Nick Littlemore (voces y producción) y Peter Mayes (guitarra y producción) a quienes, en 2016, se les unió Sam Littlemore (producción), hermano mayor de Nick.

## Trayectoria musical
La banda publicó su primer álbum Sambanova en 1999 con la discográfica Peking Duck. Este trabajo fue premiado con el ARIA Award al mejor lanzamiento dance del año. En 2003, lanzaron su segundo disco: “Again”. En 2007, el grupo lanzó su tercer trabajo, el homónimo: PNAU. En 2011, lanzan su cuarto y último álbum de estudio hasta la fecha: Soft Universe. En 2012, lanzan el álbum colaborativo con Elton John titulado Good Morning to the Night en el que reversionan una selección de antiguos clásicos del cantante británico elegidos de su repertorio entre 1970 y 1976. Este álbum obtuvo gran repercusión en el Reino Unido donde obtuvo el primer lugar en la lista de álbumes.

## Premios
- En 2000 ganaron un ARIA Award al mejor lanzamiento Dance.
- El tema "Wild Strawberries" se colocó en el número 100 en la lista Triple J Hottest 100, 2007.
- El tema "Embrace" se colocó en el número 12 en la lista Triple J Hottest 100, 2008.
- El tema "Baby" se colocó en el número 54 en la lista Triple J Hottest 100, 2008 y se ubicó en el número 34 en el lista de sencillos de Australia.[2]

## Discografía

### Álbumes
Nota: Se han publicado cuatro versiones de Sambanova, dos con Warner Music Australasia, otra con el sello Peking Duck, y otra más sin sello discográfico (samples).
- Sambanova (1999, formato CD , publicado por Peking Duck )

Sambanova (1999 sample, 12" Disco de vinilo, sin sello discográfico.)
Sambanova (2000, formato CD , republicado por Warner Music Australasia. )
Sambanova (2001, formato CD , 3 bonus tracks, publicado por Warner Music Australasia. )
- Need Your Lovin' Baby (2001, 12" format vinilo, publicado por Warner Music Australasia. )
- Again (2003, formato CD, publicado por Warner Music Australasia. )
- Una Noche (2004, CD Sencillo, colaboración con Kid Creole & The Coconuts, publicado por Warner Music Australasia).
- PNAU (2007, lanzamiento digital en Australia iTunes Store el 30 de octubre de 2007).

PNAU - Australian Tour Edition (2 discos, 6 bonus tracks).
- Soft Universe (junio de 2011)
- Good Morning to the Night con Elton John (julio de 2012)

### Sencillos
- "Need Your Lovin' Baby" (2000, Warner Music)
- "Sambanova" (2000)
- "Follow Me" (2001, Warner Music)
- "Blood Lust" (2002, Warner Music)
- "Una Noche" (2002, Kompakt)
- "Baby" (2008, ETCETC) #34 AUS
- "Embrace" (2008, ETCETC)
- "With You Forever" (2008, ETCETC)
- "The Truth" (2011)
- "Solid Ground" (2011)
- "Unite Us" (2012)
- "Epic Fail" (2012)
- "Everybody" (2012)
- "Good Morning to the Night" (con Elton John) (2012)
- "Sad" (con Elton John) (2012)
- "Changes" (Faul & Wad Ad vs. Pnau) (2013)
- "Cold Heart (Pnau remix)" (2021)

### EP
- Need Your Lovin' Baby (2001)
- Enuff Enuff (2005)
- Wild Strawberries EP (2007)

### Producción discográfica
- Wynter Gordon – Still Getting Younger

del álbum “With The Music I Die” (2011)